# Kaiser-Wilhelm-Hain (Wuppertal)

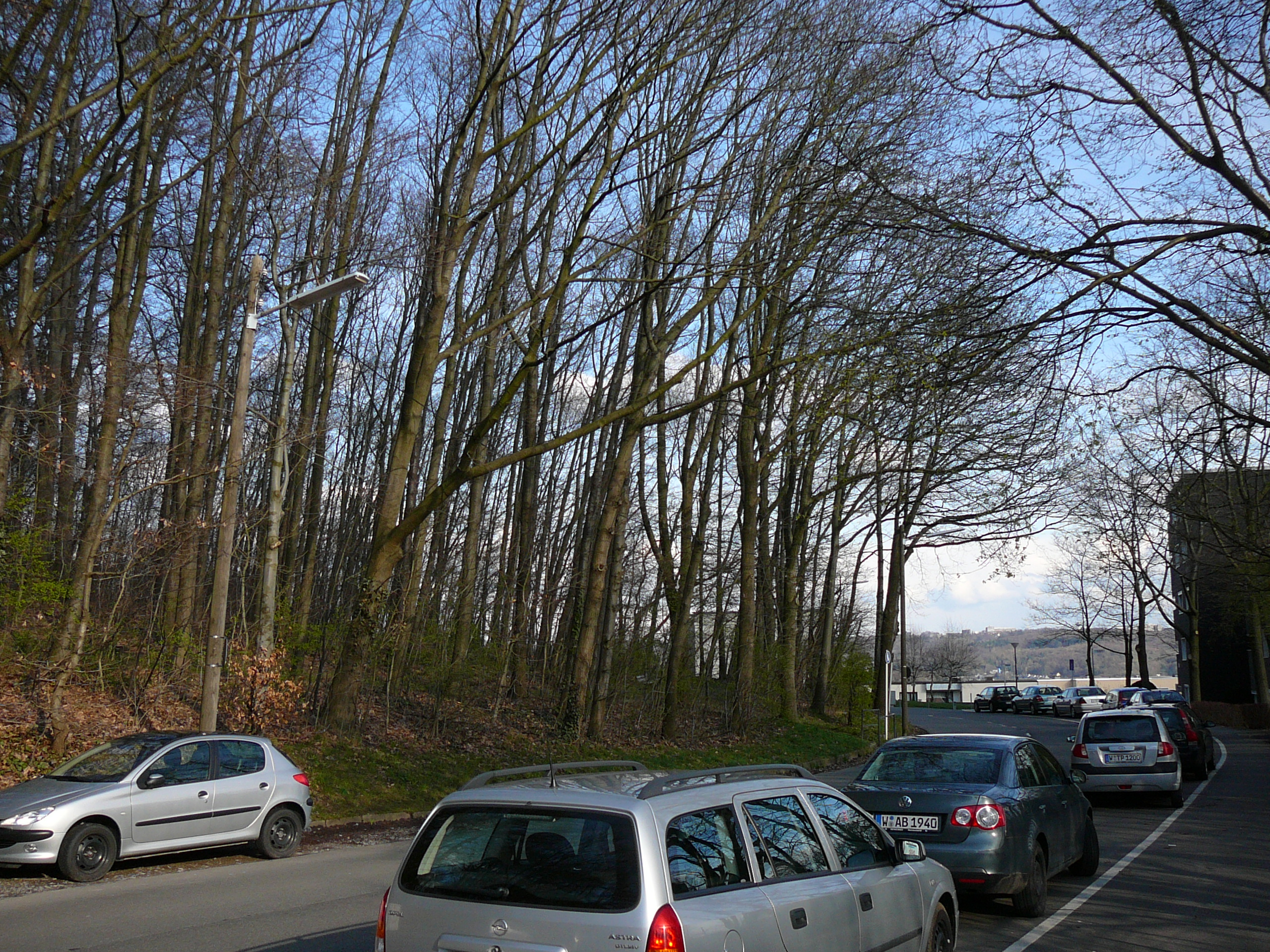
Am Rande des Kaiser-Wilhelm-Hains, an der Bremer Straße

Der Kaiser-Wilhelm-Hain in Wuppertal-Elberfeld ist ein Waldgebiet am Dorrenberg. Er wurde 1896 vom Elberfelder Verschönerungsverein parkähnlich mit Wegen ausgestattet und betreut. Benannt ist er nach Wilhelm I., der von 1871 bis 1888 Deutscher Kaiser war.
Nach der Auflösung des Vereins ging der Wald in das Eigentum der Stadt Wuppertal über. Das Gebiet verkleinerte sich im Zuge der Zeit durch Bebauungen und durch Anlage von Kleingartenanlagen an den südlichen Hängen, so dass der Wald heute eine Fläche von rund 11,7 Hektar hat.
Er grenzt im Westen an die Hainstraße und im Norden an die Eschenbeeker Straße, die nach der Eschenbeek benannt ist. Die Eschenbeek fließt im Osten am Fuße der Bergkuppe (Dorrenberg), auf dem der Hain liegt. Im Süden liegt an drei tieferen Kerbtälern neben den Kleingärten auch die Hauptwache der Feuerwehr Wuppertals.